# 全民高尔夫
《全民高尔夫》（又译作）是一款由Camelot制作、索尼電腦娛樂于1997年7月17日在PlayStation发行的体育游戏。本游戏是全民高尔夫系列首作，亦是Camelot開發系列的唯一一作，往後的續作改由Clap Hanz開發。後來Camelot以相同的遊戲引擎於任天堂64平台開發《瑪利歐高爾夫64》，形成現在的瑪利歐高爾夫系列。
本游戏是一款与高尔夫球相关的体育类游戏。
GameRankings给予本游戏81.5%的分数。